# Октябрьская улица (Нижний Новгород)
Октя́брьская улица — одна из центральных улиц Нижнего Новгорода. Расположена в Нижегородском районе.
Начинается от Большой Покровской улицы, заканчивается у Варварской улицы. Пересекает Алексеевскую и Ошарскую улицу, в конце к ней примыкает Октябрьская площадь.
Название присвоено в 1927 году в честь 10-летия Октябрьской революции. До 1918 года — Дворянская улица, в 1918—1927 — улица Троцкого.

## Здания
На улице расположены организации:
- д. 6 — кафе Freakadely; Региональный венчурный фонд Нижегородской области
- д. 9а — ООО АТОН, Нижегородский филиал; ООО СК Ингосстрах-Жизнь,
- д. 9б — Конфаэль, сеть шоколадных бутиков ООО «Конфаэль-НН»
- д. 12 — магазин Брависсимо, ООО «Трэйд Стар»; кафе Самарканд (ООО); детективное агентство Максимус

- д. 14 — в музыкальном техникуме, размещавшемся в этом здании, в 1925—1929 годах учился Борис Мокроусов
- д. 16/10 — БЦ «Лобачевский Plaza» (Диплом фестиваля «Зодчество 2008», премия Нижнего Новгорода в области архитектуры за 2010)[1]
- д. 23в — ООО Мега-НН; НП ассоциация бизнес-ангелов Стартовые инвестиции
- д. 25 — ГОУ ДОВ Дом учёных; медицинский центр Серсо (ООО)
- д. 27 — агентство недвижимости Квадри НН
- д. 29 — магазин Азия-Транзит (ИП Гнездилов А. С.); туристическое агентство Эдельвейс-тур
- д. 33 — сеть магазинов Сантехмаркет (ООО); Центр жилищного кредитования Волго-Вятского банка Сбербанка России
- д. 43 — магазин 1000 мелочей, ИП Гулиев З. Г. д. 11 а — юридическая компания ЮрГарант